# Pollenia bisulca
Pollenia bisulca är en tvåvingeart som beskrevs av Pandelle 1896. Pollenia bisulca ingår i släktet vindsflugor, och familjen spyflugor. Inga underarter finns listade i Catalogue of Life.